# Courcelles-en-Montagne
Courcelles-en-Montagne är en kommun i departementet Haute-Marne i regionen Grand Est (tidigare regionen Champagne-Ardenne) i nordöstra Frankrike. Kommunen ligger i kantonen Langres som tillhör arrondissementet Langres. År 2022 hade Courcelles-en-Montagne 93 invånare.

## Befolkningsutveckling
Antalet invånare i kommunen Courcelles-en-Montagne
| Referens: INSEE |